# (39423) 3136 T-2
3136 T-2 (asteroide 39423) é um asteroide da cintura principal. Possui uma excentricidade de 0.14770040 e uma inclinação de 4.25967º.
Este asteroide foi descoberto no dia 30 de setembro de 1973 por Cornelis Johannes van Houten e Ingrid van Houten-Groeneveld e Tom Gehrels em Palomar.